# ورخ-آلیکا
ورخ-آلیکا (به لاتین: Verkh-Aleyka) یک منطقهٔ مسکونی در روسیه است که در سرزمین آلتای واقع شده‌است.